# Conseil culturel fransaskois
Le Conseil culturel fransaskois (CCF) est un organisme à but non lucratif de la Saskatchewan fondé en 1974. Il a pour mission de développer le milieu des arts et de la culture de la francophonie de la Saskatchewan, de soutenir les artistes professionnels fransaskois ainsi que d'assurer une présence grandissante de la culture fransaskoise dans les écoles.

## Historique

### Sa naissance
La Commission culturelle de la Saskatchewan, qui deviendra plus tard le Conseil culturel fransaskois, a été créée en 1974, grâce à l'initiative de Thérèse Gaudet. La première source de financement a été l'Association culturelle franco-canadienne de la Saskatchewan, aujourd'hui nommée l'Assemblée communautaire fransaskoise. Un des premiers objectifs de la Commission a été de regrouper les gens qui accueillaient des spectacles. Dans sa première année d'existence, la Commission culturelle organise la première tournée d'artistes fransaskois, avec Henri Loiselle et les Shenandos. Les premières années sont difficiles, par manque de financement.
De la fondation de l'organisme au début des années '80, il y a beaucoup de mouvement à la présidence de la CCF, où s'y succèdent René Archambault en 1974, Thérèse Gaudet de 1975 à 1978, Bernard Chénier en 1978, Madeleine Lepage en 1979, Henri Poulin de 1979 à 1980, puis Marie-Rose Lemire de 1980 à 1982.
En 1980, la Commission culturelle de la Saskatchewan devient la Commission culturelle fransaskoise, donnant naissance à l'acronyme CCF. La première Fête Fransaskoise a lieu cette même année, organisée entre autres par la CCF. Gilbert Troutet est nommé directeur général en 1981 et son arrivée marque une ère de renouveau pour l'organisme. Il occupe ce poste jusqu'en 1983. Arthur Denis devient président de la CCF en 1983 et y reste jusqu'en 1989, offrant une certaine stabilité.

### Son rôle
La CCF joue un rôle important pour promouvoir l'identité du peuple fransaskois, par la valorisation et la diffusion de la culture fransaskoise. Elle supporte les arts visuels, la littérature, le secteur musical et le théâtre. Ce dernier secteur est notamment développé grâce au soutien à l'organisme La Troupe du Jour, fondé en 1985, seule compagnie de théâtre francophone professionnelle en Saskatchewan, qui comprend notamment un volet jeunesse. Le premier gros bâilleur de fonds de la CCF est SaskCulture. Dans les années '80, la CCF investit dans des lieux physiques en créant des centres culturels. Le Bureau de la minorité de langue officielle, responsable de l'éducation française en Saskatchewan, approche la CCF pour qu'elle crée un programme scolaire culturel.

### Sa situation financière précaire des années 1990 et 2000
Jean Liboiron a été directeur général de la CCF de 1988 à 1998, et Guy Tourigny a occupé le poste de président de 1989 à 1992.
Dans le milieu des années '90, la CCF a un budget d'environ 1M$. Certains conflits ont lieu avec d'autres organismes autour de questions de financement. Or, une coupe financière importante de 150 000 $ est effectuée par les instances gouvernementales en 1996. En suivent des années plus difficiles où l'organisme décline par manque de moyens. Il mène des projets de moins grande envergure. Par exemple, en 1998, la CCF se retire de la Fête Fransaskoise, son événement emblématique qu'elle coordonne depuis près de 20 ans, qui doit donc être annulée faute de budget.
En 1999, la Commission culturelle fransaskoise change de nom et devient le Conseil culturel fransaskois, toujours sous l'acronyme CCF. Cette même année, alors que disparaît l'Association des artistes de la Saskatchewan qui avait été créée en 1989, le CCF reprend le mandat de développer la professionnalisation des artistes. Le CCF offre notamment des ateliers aux jeunes francophones pour les inciter à s'exprimer par la chanson.

### Les années sous la direction de Suzanne Campagne
En 2011, Suzanne Campagne, ex-membre du groupe musical Hart Rouge, devient directrice générale du CCF. Sous sa gouverne, le CCF reprend la coordination de la Fête Fransaskoise en 2013. Le CCF fête en 2014 son 40e anniversaire. Suzanne Campagne se bat pour améliorer le financement du CCF auprès de Creative Saskatchewan et auprès de Patrimoine Canada. Alors qu'une baisse de financement de la part de Patrimoine Canada a lieu en 2016 et entraîne une diminution du nombre de spectacles produits par le CCF, Suzanne Campagne souligne qu'aucune augmentation du financement n'a eu lieu depuis 2008.
En 2019, Anne Brochu Lambert est élue à la présidence du CCF. En 2019-2020, des partenariats sont établis avec le Musée d’art Mackenzie, l’Association canadienne-française de Regina et la Société historique de la Saskatchewan. Certains projets en découlant ont cependant été reportés en raison de la pandémie de COVID-19, alors que d'autres projets virtuels voient le jour, notamment en appui aux écoles.
En 2020, le Conseil culturel fransaskois ouvre un bureau à Saskatoon, dans le même édifice où est installée La Troupe du Jour. Le bureau principal du CCF se trouve à Regina.
Suzanne Campagne annonce son départ en 2022 et tire sa révérence en 2023, après avoir occupé son poste pendant 12 ans. Sa succession est assurée par deux directeurs généraux : Elma Bos et Dany Rousseau.

### Surplus financier et 50eanniversaire
En 2023, le CCF rapporte lors de son assemblée générale annuelle avoir pu récolter plus de 1,18M$ et avoir un léger surplus pour l'année financière 2022-2023. Ses sources de revenus externes sont fédérales et provinciales, dont Patrimoine canadien, le Conseil des arts du Canada et Sask Loterie.
L'année 2024 est une année charnière pour le Conseil culturel fransaskois qui célèbre son 50e anniversaire et qui présente un plan stratégique quinquennal,. En prévision du 50e anniversaire, le CCF renouvelle son image de marque. Une exposition rétrospective de l'œuvre de Laura St. Pierre est montée avec le Musée d'art Mackenzie de Regina et un gala intitulé « Les arts, c'est de l'or! » est organisé. Suzanne Campagne, ancienne directrice générale du CCF, coordonne certaines activités liées au 50e anniversaire. La création de cinq grandes murales dans diverses communautés est prévue pour souligner le 50e anniversaire du CCF, afin de montrer « Les couleurs de la fransaskoisie », le nom de la série. En 2024, le CCF signe aussi un nouveau partenariat avec des organisations québécoises : le Conseil des arts et des lettres du Québec et le Centre d'art actuel Bang.

### Plan stratégique 2024-2029
Le plan stratégique 2024-2029 mise sur la reconnaissance que l'investissement dans les arts et la culture a un impact sur la qualité de vie des personnes, en plus de propulser le développement économique et social. Il comprend aussi la continuité d'événements importants pour le CCF, dont Coup de cœur francophone, Contact Ouest et la participation au Festival international de la chanson de Granby. Le budget du CCF est en augmentation grâce à de nouveaux soutiens financiers provenant entre autres du Bureau des affaires francophones, du gouvernement du Québec et de Financement agricole Canada. Par ailleurs, le financement provenant du ministère de l'Éducation de la Saskatchewan étant en augmentation, le plan stratégique prévoit un accroissement des activités culturelles dans le secteur scolaire.

## Mission
Le Conseil culturel fransaskois met le développement du milieu des arts et de la culture de la francophonie saskatchewanaise au cœur de sa mission. Le CCF soutient les artistes professionnels fransaskois à travers la formation, la création, la production, la diffusion et la promotion. Il assure une présence grandissante de la culture fransaskoise dans les écoles fransaskoises et dans les programmes d'immersion de la province. Le CCF renforce aussi la diffusion culturelle, entre autres par l'appui à l'organisation de tournées d'artistes et le développement d'outils de promotion.

## Projets

### Fête Fransaskoise
La première Fête Fransaskoise a eu lieu du 28 au 30 juin 1980, sous le titre « On s'rend à St-Laurent ». Le Conseil culturel fransaskois coordonne la Fête, coorganisée par Gisèle Lemire, artiste, et Laurelle Favreau, directrice générale de l'Association jeunesse fransaskoise (AJF). Cette célébration succède à l'événement « On s'garoche à Batoche », qui a eu lieu en 1979 et qui a marqué la jeunesse francophone de la Saskatchewan. Il a regroupé quatre conseils jeunesses francophones de l'Ouest canadien (Saskatchewan, Alberta, Manitoba, Colombie-Britannique). L'événement comprend une marche de la municipalité de Saint-Laurent au site historique de la Bataille de Batoche de 1885.
La Fête Fransaskoise a ensuite lieu chaque année dans différentes communautés, à l'initiative du CCF, et il y a une affluence de 800 à 1000 personnes dans les meilleures années de la fête.
En 1998, la Fête Fransaskoise qui doit avoir lieu à Bellegarde est annulée, faute de fonds.
L'Association jeunesse francophone et l'Assemblée communautaire fransaskoise (ACF) organisent la Fête pendant quelques années. Une édition a lieu en 2004 à Prince Albert. La fête est annulée jusqu'en 2009, où une nouvelle édition nommée « On s'regaroche à Batoche » a lieu du 3 au 5 juillet 2009 à Batoche et suscite peu d'inscriptions. Pendant 5 ans, de 2009 à 2013, la Fête fransaskoise a lieu à Batoche, organisée par l'AJF et l'ACF. En 2013, il y a moins d'une centaine de participants.
Le Conseil culturel fransaskois reprend l'organisation de la Fête fransaskoise en 2014 et la déplace au ranch Circle H, près de Saskatoon. En 2016, la fête attire plus de 300 personnes, toujours au même endroit et toujours organisée par le CCF.